# Bédée
Bédée es un municipio francés, situado en el departamento de Ille-et-Vilaine y la región de Bretaña.
El municipio de Bédée está certificado pueblo de parada desde 2009.

## Etimología
El nombre de Bédée viene del galo bedo (fosa) o betu (abedul) y del sufijo -iscum. La transcripción del nombre varió: Bedesc (en 1120),Bidisco (en 1122), Bedensi (en 1152), Bédec (en 1187), Bédiscum (en 1330). Es a partir del siglo XV que el nombre de Bédée apareció en su forma actual. Tenemos que decir que existe un personaje Bède el venerable, un monje que vivía en Inglaterra en el siglo VIII. Este nombre raro se parece de manera extraña a Bédée. Algunos monjes anglosajones invadieron Bretaña en una época lejana y han dejado sus nombres, Saint Méen, Saint Malo, etc. Búsquedas podrían permitir consolidar esta hipótesis.

## Geografía
Bédée es un municipio de Ille-et-Vilaine que se sitúa en el cantón de Montfort-sur-Meu. 
Se sitúa a 20 km de Rennes al noroeste, en el eje viario RN12 (eje Rennes-Brest).

## Historia

### Prehistoria
Durante la Prehistoria, hombres vivieron en el territorio actual de Bédée.
De hecho, herramientas prehistóricos han sido encontradas (ejemplo: hacha pulida) en los pueblos de la Morinais, la Rioulais y la Motte Besnard.
Excavaciones arqueológicas han sido hechas en 2011 en el sitio de la Zac del Pont aux Chèvres y han permitido poner de pie un sitio que data de la edad de Bronzel.

### Época galo-romana
En la época galo-romana, hombres vivían también en el territorio de Bédée. Excavaciones han sido hechas y se encontró cerámicas, jarrones, objeto de alfarería y sobre todo una estatua de diosa en terracota roja en el pueblo de la Métairie Neuve.

### La Edad Media
Es a partir del siglo X que los terrones feudales se desarrollan. Fueron los primeros castillos, construidos en madera y en altura de un montículo de tierra. Se encuentra uno de estos terrones feudales en la entrada de la ciudad; es la Motte Jubin.
En 1122, Donald, el obispado de Aleth da a los monjes de la abadía Sainte-Melaine de Rennes, el priorato de Bédée que luego volverá parroquia, pero será dirigida políticamente por los Señores de Montfort-sur-Meu, que subirán los impuestos y harán la justicia.

### Los tiempos modernos
El Señor Charles de Botherel, consejero en el parlamento de Bretaña, proclama la ciudad de Bédée independiente en 1715. En 1744, volvió el Señor de Bédée.
Para declarar su prosperidad, la ciudad de Bédée conoce un desarrollo fuerte de las casas solariegas y de los castillos en esta época (la casa solariega del Blavon destruido en 1930).

### La Revolución francesa
La población del municipio está a favor de los cambios acarreados por la Revolución francesa, sobre todo desde el fin del Terror. La fiesta revolucionaria más importante es la que celebra el aniversario de la ejecución de Luis XVI, junta con un juramento de odio a la monarquía y a la anarquía, celebrada a partir de 1795.

## Demografía
| 1707 | 1745 | 1986 | 2726 | 2970 | 3296 |
| Para los censos de 1962 a 1999 la población legal corresponde a la población sin duplicidades (Fuente: INSEE [Consultar]) |      |      |      |      |      |

## Monumentos y lugares históricos

### Monumentos
- La iglesia actual fue construida entre 1885 y 1888 por el arquitecto Arthur Regnault.

### Lugares
- El estanque del Blavon

El estanque del Balvon se sitúa a 1,5 km de la ciudad, ofrece a numerosos pescadores y paseantes, un entorno agradable. Varios senderos de excursión permiten descubrir el sitio y un sendero pedagógico une el estanque al centro de Bédée.
- Circuito de la Primaudière

La plaza de la iglesia de Bédée es el punto de partida. El circuito hace 11,5 km. por una duración de 3h00. La mayoría de los senderos son caminos huecos practicables en todas temporadas sin dificultad. El circuito se extiende hasta el límite de Pleumeleuc y Breteil.
- Circuito Nord

La plaza de la iglesia es el punto de partida. El recorrido se extiende hasta el municipio de Irodouër, hace 14 km. por una duración de alrededor de 3h00.